# Dương Triều Khải
Dương Triều Khải (tên tiếng Anh: Yeung Chiu Hoi, sinh ngày 18 tháng 12 năm 1984) tham gia khóa đào tạo diễn viên lần thứ 23. Là nam diễn viên dưới hợp đồng nghệ sĩ cơ bản của đài truyền hình TVB

## Bối cảnh
Dương Triều Khải lớn lên ở khu Quan Đường Cửu Long, tốt nghiệp trường Tiểu học Thánh công hội Lý Triệu Cường và trường Trung học Thánh công hội Cơ Hiếu. Từ khi còn nhỏ đã thích văn hóa sáng tạo, vì vậy sau khi tốt nghiệp đã học lấy bằng cử nhân tại học viện truyền thông sáng tạo đại học City Hong Kong. Lúc ở đại học, từng tự biên đạo tự diễn, tham gia nhiều tác phẩm điện ảnh thực nghiệm và nhận giải Nam chính xuất sắc nhất tại liên hoan phim Golden Sugarcane Đài Loan lần thứ 3. Năm 2015, anh đến New York du học để học diễn xuất trong một tháng.
Dương Triều Khải rất đa tài; Guitar, bóng đá, Kung Fu Trung Quốc, nhiếp ảnh đều giỏi; rất thích học Xã hội học, sách về Văn Hóa. Thỉnh thoảng đăng tải hình ảnh vận động của mình lên mạng xã hội

### Tình trạng hôn nhân
Ngày 20/12/2013, Dương Triều Khải cùng với bạn gái mối tình đầu Giang Ngọc Nghi kết hôn, kết thúc 11 năm yêu xa, các bạn bè nghệ sĩ cũng có mặt để chúc mừng đám cưới. Người trong hội anh chị em có Lương Gia Kỳ, Lạc Đồng, La Thiên Vũ, Trương Văn Gia, các nghệ sĩ chúc mừng có Hồ Hạnh Nhi, Huỳnh Đức Bân và Cẩu Vân Tuệ, khung cảnh náo nhiệt.
Ngày 11/10/2017, Dương Khải Khải thông báo trên mạng xã hội Instagram là vợ anh đang mang thai. Ngày 18/3/2018, anh thông báo trên các mạng xã hội là vợ anh đã sinh con và cảm ơn vợ vì đã sinh con gái nặng 3 kg.

## Tác phẩm diễn xuất

### Phim truyền hình (TVB)
| Năm  | Tên phim tiếng Việt/ Hán Việt | Tên phim tiếng Trung/ tiếng Anh | Vai diễn                                   |
| ---- | ----------------------------- | ------------------------------- | ------------------------------------------ |
| 2009 | Tình đồng nghiệp              | 畢打自己人 Off Pedder           | Nhạc sĩ (tập 145), Người phục vụ (tập 178) |
| 2009 | Ẩm thực cuộc sống             | 有營煮婦 The Stew of Life       | Tịnh tử (tập 14)                           |
| 2010 | Nữ hoàng văn phòng            | 女王辦公室 OL Supreme           | Phục vụ bếp nhỏ Đạc Ký(tập 22)             |
| 2010 | Tỳ vết của ngọc               | 掌上明珠 Sisters Of Pearl       | Bạn tốt của Hồng Diệu Sinh                 |
| 2010 | Bí mật của tình yêu           | 談情說案 The Mysteries of Love  | Tiển Lập Đức                               |
| 2010 | Ngày mai tươi sáng            | 天天天晴 Some Day               | A Hải                                      |
| 2010 | Tình Taxi                     | 情越雙白線 When Lanes Merge     | Thanh niên bất lương                       |
| 2010 | Công chúa giá đáo             | 公主嫁到 Can't Buy Me Love      | Thị vệ                                     |
| 2010 | Độc tâm thần thám             | 讀心神探 Every Move You Make    | Âu Dương Phong                             |
| 2010 | Nghĩa hải hào tình            | 巾幗梟雄之義海豪情 No Regrets   | Cát Đặc Dã Cửu                             |
| 2010 | Văn phòng bác sĩ              | 依家有喜 Show Me the Happy      | Võ Chỉ                                     |
| 2010 | Sự cám dỗ nguy hiểm           | 誘情轉駁 Links to Temptation    | Phóng viên (tập 9, 11)                     |
| 2020 | Bằng chứng thép IV            | 法證先鋒IV Forensics Heroes     | Châu Hạo                                   |
| 2021 | Hải quan tinh anh             | 把關者們 The Line Watchers      | Trương Trí Quân                            |

### Phim truyền hình (J2)
- Năm 2018: phim Võng chiến vai James

### Phim mạng (Big Big Channel)
- Năm 2017: Hàng ma đích phiên ngoại - Đầu bộ khúc vai Kiều Tả Trị

### Phim truyền hình (RTHK)
- Năm 2008: Thiết song biên duyên V tập 6

### Chương trình tổng hợp (TVB)
- Năm 2017: Trò chơi nằm vùng Sứ đồ hành giả
- Năm 2018: 3 ngày 2 đêm
- Năm 2018: Năm mới là một trò chơi
- Năm 2018: Trò chơi săn quái vật Hàng Ma Đích
- Năm 2018: Giấc mơ thiên đường trên biển
- Năm 2018: Mỹ nữ vào bếp
- Năm 2018: 1 vùng 1 đường 1 trạng nguyên
- Năm 2019: 1+1+1
- Năm 2019: Baby Matters
- Năm 2019: Thức ngoạn du hành đoàn (phần 2)
- Năm 2020: 3 ngày 2 đêm

### Chương trình tổng hợp (J2)
- Năm 2017: Young And Restless

### Chương trình tổng hợp (Big Big Channel)
- Năm 2017: Minh tinh ma tước vương đại tái 《Sứ đồ hành giả 2》
- Năm 2018: Lưỡng vị a ngô cai
- Năm 2018: PLAYERUNKWOWN'S BATTLEGROUNDS
- Năm 2018: Thập nhị man đào

### Điện ảnh
- Năm 2008: phim Du Lạc Viên Joy Joy Joy (Nam chính)
- Năm 2009: phim Bước ngoặt vai sát thủ
- Năm 2010: phim Vì em chung tình vai Quốc Cường (thiếu niên)
- Năm 2018: phim Bất nghĩa chi chiến

### MV
| Năm  | Bài hát             | Ca sĩ            | Ghi chú                             |
| ---- | ------------------- | ---------------- | ----------------------------------- |
| 2016 | Yêu cần có dũng khí | Hà Nhạn Thi      | nhạc phim Sự hồi sinh trí mạng      |
| 2017 | Số mệnh             | Dương Triều Khải | nhạc phim Hàng ma đích ngoại truyện |

### Đạo diễn
- Năm 2018: phim Thích em là em

## Giải thưởng
- Năm 2018: Nam chính xuất sắc nhất tại Liên hoan phim Golden Sugarcane Đài Loan lần thứ 3: phim Du Lạc Viên Joy Joy Joy